# Vespella de Gaià (kommun)
Vespella de Gaià är en kommun i Spanien.   Den ligger i provinsen Província de Tarragona och regionen Katalonien, i den östra delen av landet, 400 km öster om huvudstaden Madrid. Antalet invånare är 395. Arean är 18,0 kvadratkilometer. Vespella de Gaià gränsar till Salomó, Bonastre, La Pobla de Montornès, La Nou de Gaià, El Catllar, La Riera de Gaià, Renau och Vilabella. 
Terrängen i Vespella de Gaià är huvudsakligen lite kuperad.